# Mercy Addy
Pour les articles homonymes, voir Addy.
Mercy Addy (née le 7 mai 1964) est une athlète ghanéenne, spécialiste du 400 mètres.

## Biographie
Sur 400 mètres, elle est deux fois médaillée de bronze aux championnats d'Afrique et une fois aux Jeux africains. Elle est en outre vice-championne d'Afrique du 200 mètres en 1984derrière la Marocaine Nawal El Moutawakil.
Elle réalise ses meilleurs temps en 1989, lorsqu'elle réussit 52 s 08 lors des championnats d'Afrique de Lagos, puis 51 s 0 (temps manuel) lors des championnats du Ghana, qu'elle remporte à de nombreuses reprises.
Elle a à son actif trois participations aux Jeux olympiques et deux aux championnats du monde, avec à chaque fois une élimination en séries.

### Palmarès
| Date | Compétition            | Lieu    | Résultat | Épreuve   | Performance   |
| ---- | ---------------------- | ------- | -------- | --------- | ------------- |
| 1984 | Championnats d'Afrique | Rabat   | 2e       | 200 m     | 24 s 42       |
| 1984 | Championnats d'Afrique | Rabat   | 3e       | 400 m     | 56 s 36       |
| 1984 | Championnats d'Afrique | Rabat   | 2e       | 4 x 100 m | 46 s 20       |
| 1984 | Championnats d'Afrique | Rabat   | 2e       | 4 x 400 m | 3 min 45 s 96 |
| 1987 | Jeux africains         | Nairobi | 3e       | 400 m     | 52 s 35       |
| 1987 | Jeux africains         | Nairobi | 2e       | 4 x 100 m | 44 s 43       |
| 1988 | Championnats d'Afrique | Annaba  | 3e       | 400 m     | 52 s 88       |
| 1988 | Championnats d'Afrique | Annaba  | 1re      | 4 x 100 m | 44 s 68       |
| 1995 | Jeux africains         | Harare  | 2e       | 4 x 100 m | 44 s 44       |
| 1995 | Jeux africains         | Harare  | 3e       | 4 x 400 m | 3 min 35 s 67 |

#### National
- 2 titres sur 100 m : 1985, 1995
- 1 titre sur 200 m : 1983
- 8 titres sur 400 m : 1982, 1983, 1986, 1988, 1990, 1994, 1996[2].

### Records
| Épreuve    | Performance     | Lieu  | Date           |
| ---------- | --------------- | ----- | -------------- |
| 400 mètres | 52 s 08 (NR)    | Lagos | 17 août 1989   |
| 400 mètres | 51 s 0 (manuel) | Accra | 2 octobre 1989 |